# Dom zu Helsingør
Koordinaten: 56° 2′ 8″ N, 12° 36′ 52″ O

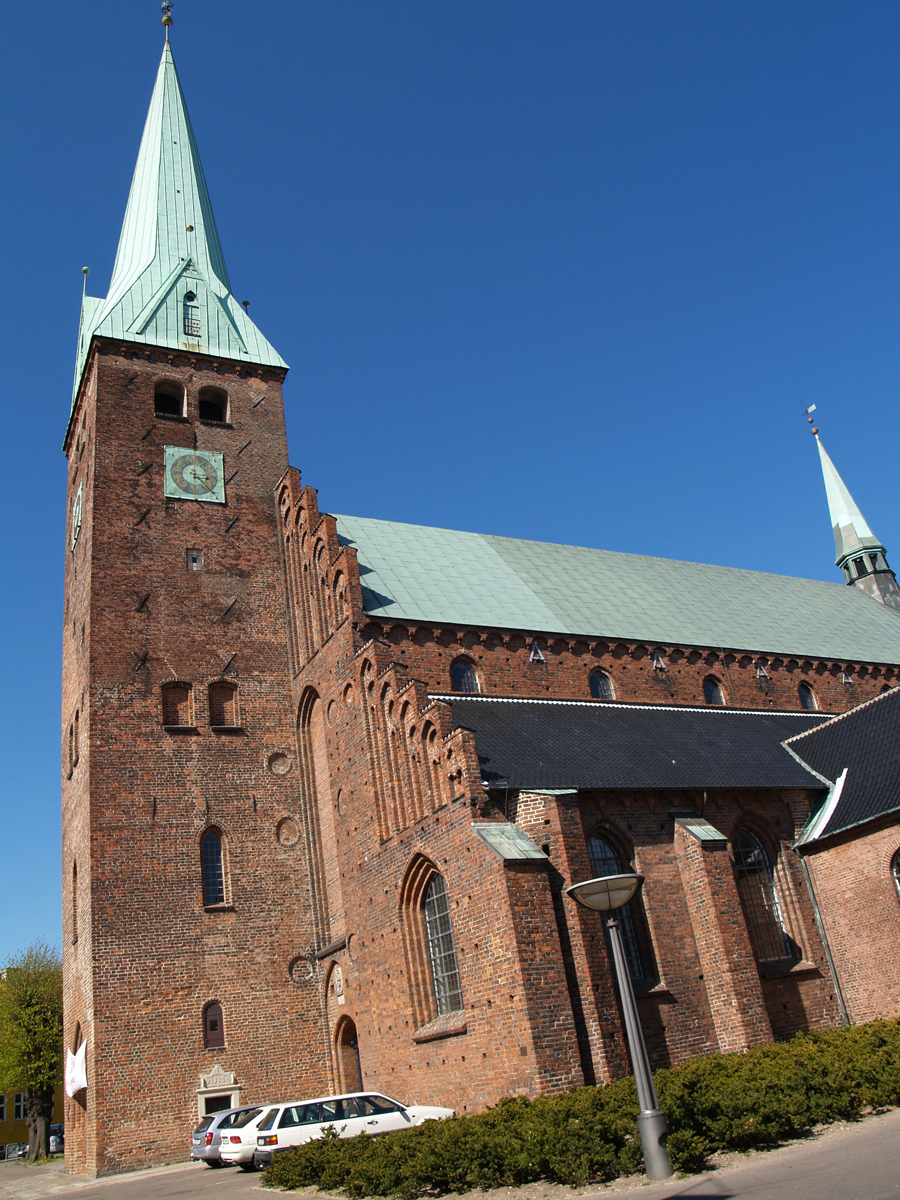
Dom zu Helsingør

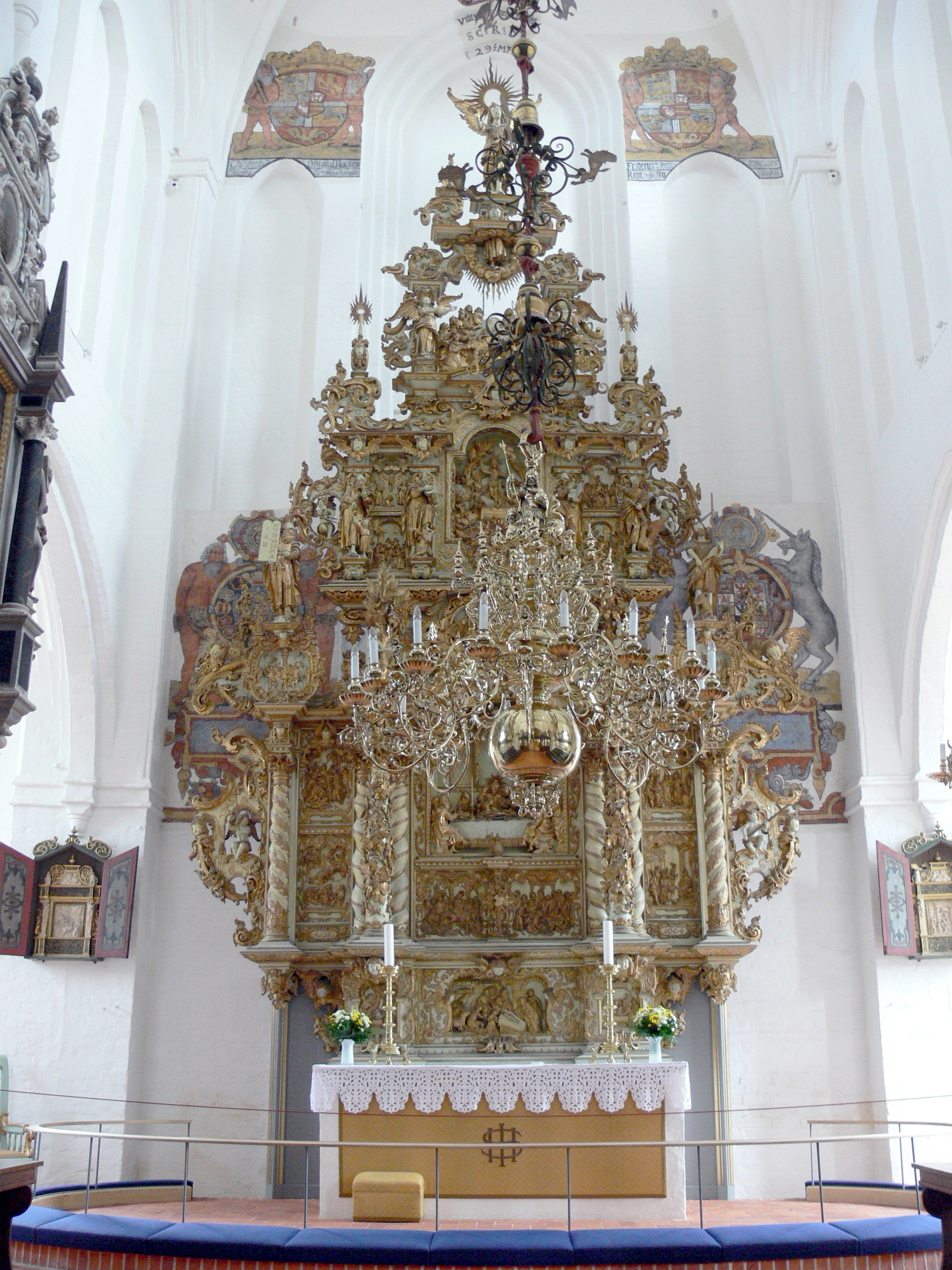
Der 12 Meter hohe Altar

Der St.-Olai-Dom zu Helsingør (dänisch Sct. Olai Kirke, Helsingørs Domkirke) ist Sitz des evangelisch-lutherischen Bischofs von Helsingør.
Die dem heiligen Olav geweihte Kirche wurde um 1200 erbaut und zwischen 1400 und 1450 maßgeblich erweitert, sodass gotische Elemente prägend sind. Weitere Ausbauten folgten 1475–1560, ein Teil der Kirchenausstattung ist dadurch im Stil der Renaissance gehalten. Der heutige Glockenturm ist bereits der dritte, er stammt von 1897/98. Die Kirche war ursprünglich nicht als Bischofskirche konzipiert, sie erhielt diesen Status erst 1961, als das Bistum Kopenhagen geteilt wurde.
Der Dom zeichnet sich durch seinen 12 m hohen Barock-Altar, 1664 erschaffen von Lorentz Jørgensen, Schüler Hans Gudewerdt des Jüngeren der Eckernförder Bildschnitzerschule, und die Fresken aus der Renaissance am Gewölbe des Mittelschiffes aus.